# Erioptera (Erioptera) juvenilis
Erioptera (Erioptera) juvenilis is een tweevleugelige uit de familie steltmuggen (Limoniidae). De soort komt voor in het Palearctisch gebied.